# New Jersey (album)
New Jersey è il quarto album in studio dei Bon Jovi, pubblicato nel 1988 dalla Mercury Records. Fu registrato molto in fretta alla fine dello Slippery When Wet Tour, questo perché la band aveva voglia di dimostrare che l'enorme successo ottenuto dal disco precedente, Slippery When Wet, non sarebbe rimasto un'eccezione. L'uscita dell'album fu supportata da due registrazioni home video: New Jersey: The Videos (una raccolta dei videoclip promozionali estratti dal disco) e Access All Areas: A Rock & Roll Odyssey (una cronaca del tour mondiale sostenuto dalla band).
Da New Jersey furono estratti cinque singoli: Bad Medicine, Born to Be My Baby, I'll Be There for You, Lay Your Hands on Me, e Living in Sin - tutti i cinque riuscirono a raggiungere i primi dieci posti della Billboard Hot 100, permettendo a tale disco di diventare l'album hard rock ad aver avuto più hit di sempre nella top 10 in classifica.

## Riscontro di critica e pubblico
| Recensione       | Giudizio |
| ---------------- | -------- |
| Piero Scaruffi   |          |
| Robert Christgau | C+       |
| All Music        |          |

New Jersey fu un immediato successo commerciale, dal momento che debuttò alla posizione numero 8 della Billboard 200, dove raggiunse il primo posto la settimana successiva, restandoci per quattro settimane consecutive. Negli Stati Uniti, l'album riuscì a vendere 5 milioni di copie in sei mesi. Inoltre, sempre in tale nazione, fu certificato sette volte disco di platino dalla RIAA. Ad oggi, l'album ha venduto 20 milioni di copie nel mondo.
New Jersey detiene il record come disco hard rock ad aver avuto più singoli nella top 10 in classifica, con cinque successi
ad aver raggiunto tutte le prime dieci posizioni della Billboard Hot 100. Questo primato, che già in precedenza apparteneva ai Bon Jovi con il loro precedente Slippery When Wet, non sarà mai più eguagliato o battuto da nessun altro disco dello stesso genere. Di questi cinque singoli, due si piazzarono in prima posizione (Bad Medicine e I'll Be There for You)
New Jersey è stato il primo album americano nella storia a essere messo in vendita in Unione Sovietica, seppur in piccole quantità.

## Tracce
1. Lay Your Hands on Me - 6:02 (Jon Bon Jovi, Richie Sambora)
2. Bad Medicine - 5:19 (Bon Jovi, Sambora, Desmond Child)
3. Born to Be My Baby - 4:40 (Bon Jovi, Sambora, Child)
4. Living in Sin - 4:39 (Bon Jovi)
5. Blood on Blood - 6:17 (Bon Jovi, Sambora, Child)
6. Homebound Train - 5:10 (Bon Jovi, Sambora)
7. Wild Is the Wind - 5:08 (Bon Jovi, Sambora, Child, Diane Warren)
8. Ride Cowboy Ride - 1:25 (Captain Kidd, King Of Swing)
9. Stick to Your Guns - 4:45 (Bon Jovi, Sambora, Holly Knight)
10. I'll Be There for You - 5:43 (Bon Jovi, Sambora)
11. 99 in the Shade - 4:29 (Bon Jovi, Sambora)
12. Love for Sale - 4:00 (Bon Jovi, Sambora)

## Canzoni inedite
New Jersey era inizialmente stato pensato come un doppio album che doveva essere intitolato Sons of Beaches, ma l'idea tramontò ben presto quando, sotto le pressioni della casa discografica, si preferì pubblicare un disco unico con i migliori brani registrati durante le varie sessioni. Ecco la lista delle canzoni incise, ma escluse dalla versione finale dell'album rimaste inedite fino al 2014, quando è uscita la deluxe edition contenente anche tutti gli inediti e le demo di Homebound Train e Wild Is the Wind, eccezion fatta per Outlaws of Love e Rosie, uscite rispettivamente nella raccolta 100,000,000 Bon Jovi Fans Can't Be Wrong  e nel primo album da solista di Richie Sambora, Stranger in This Town:
- Love is War
- Let's Make it Baby
- Outlaws of Love
- Judgment Day
- Growing Up the Hard Way
- Does Anybody Really Fall in Love Anymore?
- Rosie
- River of Love (Come Alive)
- Backdoor to Heaven
- Love Hurts
- Now and Forever
- Seven Days
- Cadillac Man

Esiste comunque un raro bootleg dal titolo Bon Jovi - Hidden Treasures grazie al quale la maggior parte di queste canzoni ha trovato modo di arrivare ai fan prima della pubblicazione ufficiale.

## Classifiche

### Classifiche settimanali
| Classifica (1988) | Posizione massima |
| ----------------- | ----------------- |
| Australia         | 1                 |
| Austria           | 5                 |
| Canada            | 1                 |
| Finlandia         | 2                 |
| Germania          | 4                 |
| Giappone          | 2                 |
| Grecia            | 45                |
| Italia            | 10                |
| Norvegia          | 4                 |
| Nuova Zelanda     | 1                 |
| Regno Unito       | 1                 |
| Spagna            | 21                |
| Stati Uniti       | 1                 |
| Svezia            | 1                 |
| Svizzera          | 1                 |
| Classifica (2014) | Posizione massima |
| Belgio (Fiandre)  | 128               |
| Belgio (Vallonia) | 150               |
| Paesi Bassi       | 36                |

### Classifiche di fine anno
| Classifica (1988) | Posizione |
| ----------------- | --------- |
| Giappone          | 36        |
| Italia            | 47        |
| Regno Unito       | 56        |
| Svizzera          | 27        |
| Classifica (1989) | Posizione |
| Canada            | 36        |
| Germania          | 67        |
| Giappone          | 94        |
| Stati Uniti       | 4         |

## Certificazioni
| Organizzazione | Certificazione | Data             |
| -------------- | -------------- | ---------------- |
| RIAA – USA     | Oro            | 18 novembre 1988 |
| RIAA – USA     | Platino        | 18 novembre 1988 |
| RIAA – USA     | 3x Platino     | 18 novembre 1988 |
| RIAA - USA     | 4x Platino     | 11 gennaio 1989  |
| RIAA - USA     | 5x Platino     | 25 maggio 1989   |
| RIAA – USA     | 6x Platino     | 17 novembre 1994 |
| RIAA – USA     | 7x Platino     | 12 marzo 1996    |

## Formazione

### Bon Jovi
- Jon Bon Jovi - voce, chitarra, acustica, songwriting
- Richie Sambora - chitarra solista, cori, voce, songwriting
- Alec John Such - basso, cori
- David Bryan - tastiere, cori
- Tico Torres - batteria, cori  (tracce 3, 10)

### Altro personale
- Bruce Fairbairn - produzione, percussioni, corni
- Bob Rock - ingegnere del suono
- Desmond Child - songwriting
- Diane Warren - songwriting
- Holly Knight - songwriting
- Audrey Nordwell - corni
- Scott Fairbairn - corni
- Gouin "Dido" Morris - percussioni

## Tour promozionale
Per promuovere l'album, il gruppo intraprese il New Jersey Syndicate Tour, partito il 30 ottobre 1988 dalla RDS Arena di Dublino, e conclusosi il 21 dicembre 1991 al Christmas Benefit di Red Bank. Per quanto riguarda l'Italia, il tour fece tappa nelle seguenti date:
- 13/11/1988 - Firenze - Palasport
- 14/11/1988 - Roma - PalaEUR
- 15/11/1988 - Milano - PalaTrussardi
- 16/11/1988 - Milano - PalaTrussardi